# Пятигорский уезд
Пятигорский уезд (отдел, округ) — административно-территориальная единица Терской области Российской империи, существовавшая в 1830—1924 годах.
Административный центр — город Пятигорск.

## История
Указом Сената от 14(21) мая 1830 года Георгиевский округ Кавказской области был переименован в Пятигорский, в связи с перенесением центра в город Пятигорск. 2 мая 1847 года Кавказская область переименована в Ставропольскую губернию, а Пятигорский округ — в уезд.
По высочайше утверждённому 21 мая 1873 года мнению Государственного совета в сентябре 1873 года был упразднён Пятигорский уезд и образован Александровский с центром в селе Александровском (Воронцовке), переименованном в уездный город Александровск.
21.05/3.06 1874 года на основании Высочайше утвержденного Александром II мнения Государственного Совета о проведении новой границы между Ставропольской губернией и
Терской областью от Ставропольской губернии к Терской области отчислены г. Пятигорск и Пятигорский уезд. Пятигорск с селением Железноводским, колониями Каррас, Константиновской, Николаевской и хуторами частных лиц были переданы в состав Терской области как Пятигорский округ.
1 января 1882 года Пятигорский округ разделен на два округа — Пятигорский и Нальчикский.
В 1888 году в результате реформирования военно-народного управления, округ был преобразован в Пятигорский отдел.
20 января 1921 года вошёл в состав Терской губернии как Пятигорский уезд. В 1924 году Пятигорский уезд был ликвидирован, его территория вошла в состав Терского округа Юго-Восточной области.

## Население
В 1870 году численность населения уезда 106 942 человека.
По переписи 1897 года население округа составляло 181 481 человек
По национальному составу:
| № | Национальность       | Численность (чел.) | Доля (%) |
| - | -------------------- | ------------------ | -------- |
| 1 | великороссы          | 123 238            | 67,9     |
| 2 | малороссы            | 25 032             | 13,8     |
| 3 | немцы                | 5872               | 3,2      |
| 4 | осетины              | 4620               | 2,5      |
| 5 | кабардинцы (черкесы) | 4551               | 2,5      |
| 6 | армяне               | 4370               | 2,4      |
| 7 | персы                | 2580               | 1,4      |
| 8 | калмыки              | 2174               | 1,2      |
| 9 | другие               | 9044               | 5,0      |

## Административное деление

### На 1 января 1883 года
Пятигорский округ Терской области, территория которого в основном совпадает с нынешним регионом Кавказских Минеральных Вод, представлял следующую картину:
| №                                                                      | Название населённых мест                                           | Положение                                        | Число дворов | Население | Население | Земельный надел              | Земельный надел            | Народность                  | Примечания |
| №                                                                      | Название населённых мест                                           | Положение                                        | Число дворов | Муж.      | Жен.      | Десятин                      | Сажень                     | Народность                  | Примечания |
| ---------------------------------------------------------------------- | ------------------------------------------------------------------ | ------------------------------------------------ | ------------ | --------- | --------- | ---------------------------- | -------------------------- | --------------------------- | --- |
| Участок Ессентукский (местопребывание пристава в ст-це Ессентукской)   |                                                                    |                                                  |              |           |           |                              |                            |                             | |
| 1                                                                      | ст-ца Ессектукская, хутора при ней, на уч. частн. собств.          | При слиянии реки Бугунты с Подкумком             | 992          | 2858      | 2819      | 56179                        | 2200                       | казаки                      | Две церкви: православная и единоверческая. Местопребывание пристава, станичное правление, двухклассное училище. Минеральные щелочные воды. казенная и земская почтовые станции. Летом почтовое отделение и телеграф. |
| 2                                                                      | Аполлонского (Карпушина)                                           |                                                  | 30           | 57        | 49        | 4221                         | 878                        | русские                     | |
| 3                                                                      | Федюшкиной                                                         | на р. Кермели                                    | 1            | 10        | 10        | 1265                         | 1951                       | русские                     | |
| 4                                                                      | Склярова                                                           |                                                  | 1            | 2         | 2         | 171                          | 606                        | русские                     | |
| 5                                                                      | Коротковой                                                         |                                                  | 1            | 2         | 2         | 83                           | 1686                       | русские                     | |
| 6                                                                      | ст-ца Боргустанская                                                | в верховьях р. Бугунты                           | 534          | 1535      | 1531      | 33871                        | 970                        | казаки                      | Церковь, правление, школа. Земская почтовая станция. |
| 7                                                                      | сыроварня дворян. Кирша                                            | близ станицы                                     | 1            | 2         | 1         | 0                            | 0                          | русские                     | |
| 8                                                                      | ст-ца Горячеводская                                                | На правом берегу р. Подкумка, при слиянии р. Юцы | 582          | 1643      | 1587      | 24616                        | 1871                       | казаки                      | Церковь, правление, школа. Ярмарка 24 июня. |
|                                                                        |                                                                    |                                                  |              |           |           | Дополнит. уч. (Нальч. округ) |                            |                             | |
|                                                                        |                                                                    |                                                  |              |           |           | 1321                         | 12                         |                             | |
|                                                                        | хутора при ней на земле частных собственников                      |                                                  |              |           |           |                              |                            |                             | |
| 9                                                                      | Фисенко                                                            |                                                  | 2            | 4         | 3         | 14                           | 886                        | казаки                      | |
| 10                                                                     | Соколова                                                           |                                                  | 2            | 5         | 4         | 157                          | 1200                       | казаки                      | |
| 11                                                                     | Чуксеева                                                           |                                                  | 3            | 6         | 4         | 147                          | 1200                       | казаки                      | |
| 12                                                                     | Голубова                                                           |                                                  | 4            | 12        | 10        | 151                          | 50                         | казаки                      | |
| 13                                                                     | Кузнецовой                                                         |                                                  | 2            | 4         | 3         | 154                          | 1200                       | казаки                      | |
| 14                                                                     | Еланский                                                           |                                                  | 1            | 2         | 1         | 169                          | 1600                       | казаки                      | |
| 15                                                                     | Келеметовой                                                        |                                                  | 2            | 4         | 3         | 84                           | 1020                       | казаки                      | |
| 16                                                                     | Попова                                                             |                                                  | 6            | 15        | 12        | 10                           | 412                        | казаки                      | |
| 17                                                                     | Соколовой                                                          |                                                  | 1            | 2         | 3         | 114                          | 494                        | казаки                      | |
| 18                                                                     | Поповой                                                            |                                                  | 1            | 2         | 2         | 4                            | 628                        | казаки                      | |
| 19                                                                     | Ситникова                                                          |                                                  | 1            | 2         | 2         | 84                           | 1037                       | казаки                      | |
| 20                                                                     | Дуракова                                                           |                                                  | 1            | 2         | 1         | 128                          | 80                         | казаки                      | |
| Участок Железноводский (место пребывания пристава в сел. Железноводск) |                                                                    |                                                  |              |           |           |                              |                            |                             | |
| 21                                                                     | селение Железноводск                                               | в ущелье между горами Железной и Бештау          | 103          | 151       | 191       | 1475                         | 900                        | русские                     | Церковь, правление, школа. Минеральные железные воды. Казенная и земская почтовые станции. Летом почта и телеграф.                                                                                                   |
|                                                                        | хутора на участке князя Орбелиани:                                 |                                                  |              |           |           |                              |                            |                             | |
| 22                                                                     | Карпушина                                                          |                                                  | 1            | 4         | 2         |                              |                            | русские                     | |
| 23                                                                     | Карася                                                             |                                                  | 2            | 8         | 6         |                              |                            | русские                     | |
| 24                                                                     | Диденко                                                            |                                                  | 14           | 41        | 52        |                              |                            | русские                     | |
| 25                                                                     | кол. Орбелиановка (Устряловка)                                     | при речке Джемухе                                | 38           | 113       | 121       |                              |                            | немцы                       | |
| 26                                                                     | Гасона                                                             |                                                  | 2            | 8         | 6         |                              |                            | немцы                       | |
| 27                                                                     | граф. Евдокимовой                                                  | близ Железноводска                               | 1            | 18        | 19        | 8527                         | 1314                       | русские                     | |
| 28                                                                     | Мирзоевых                                                          |                                                  | 51           | 168       | 152       | 10520                        | 600                        | русские                     | |
| 29                                                                     | Александрова                                                       |                                                  | 7            | 27        | 18        | на земле граф. Евдокимовой   | на земле граф. Евдокимовой | русские                     | |
| 30                                                                     | Генет                                                              |                                                  | 2            | 15        | 7         | 5224                         | 1630                       | русские                     | |
| 31                                                                     | Пеховского                                                         |                                                  | 1            | 30        | 10        | 5224                         | 1630                       | русские                     | |
|                                                                        | колонии                                                            |                                                  |              |           |           |                              |                            |                             | |
| 32                                                                     | Каррас (Шотландская)                                               | при речке Джемухе                                | 85           | 336       | 286       | 2859                         | 214                        | немцы                       | Лютеранская церковь, управа, школа. |
| 33                                                                     | Николаевская                                                       | в верховьях речки Джемухи                        | 79           | 293       | 253       | 2587                         | 1342                       | немцы                       | Управа, школа, молитвенный дом. |
| 34                                                                     | Константиновская                                                   | на р. Подкумке близ Пятигорска                   | 69           | 234       | 238       | 2627                         | 850                        | немцы                       | Молитвенный дом, управа, школа. |
| 35                                                                     | пос. Султановский                                                  | на р. Куме                                       | 74           | 204       | 184       | 4845                         | 620                        | татары                      | Мечеть, сельское правление |
| 36                                                                     | станция Ростово-Владикавказской железной дороги «Минеральные Воды» |                                                  | 8            | 32        | 10        | 38                           | 1500                       | русские                     | Почтовое отделение. Телеграф. Казенная почтовая станция. Участок Кисловодский (местопребывания пристава в слоб. Кисловодской)                                                                                        |
| 37                                                                     | слобода Кисловодская                                               | при слиянии рр. Ольховой и Березовой             | 282          | 869       | 853       | 14453                        | 1064                       | русские                     | Церковь, слободское правление, школа. Базары по воскресеньям. Казенная и земская почтовые станции. Летом почтовое и телеграфное отделения.                                                                           |
| 38                                                                     | пос. Михайловский                                                  | при реке Подкумке                                | 29           | 116       | 93        | 2063                         |                            | русские                     | |
| 39                                                                     | ст-ца Кисловодская                                                 | при слиянии рр. Березовой и Подкумка             | 258          | 851       | 881       | 19790                        | 1780                       | казаки                      | Церковь, старообрядческий молитвенный дом, правление, школа. |
| 40                                                                     | сел. Абуково                                                       | в верховьях реки Подкумка                        | 74           | 228       | 188       | 1335                         | кабард.                    | Мечеть, сельское правление. | |

Всего в Пятигорском округе (без города Пятигорска) считается: населенных мест 40, дворов 3378, жителей 9921 мужского и 9620 женского иола, всего 19541 душа. На каждый двор в округе приходится средним числом по 5,7 жителя.

### 1913
В 1913 году в состав отдела входило 13 станиц и 10 сельских правлений:
- Станицы:

| - Александрийская, - Боргустанская, - Георгиевская, - Горячеводская, - Ессентукская, - Зольская, - Лысогорская, - Марьинская, | - Незлобная, - Новопавловская, - Подгорная, - Старопавловская, - Урухская, |

- Сельские правления:

| - Абуковское — с. Абуковское, - Железноводское — с. Железноводск, - Карраское — кол. Каррас, - Кисловодское — сл. Кисловодская, - Константиновское — кол. Константиновская, | - Михайловское — пос. Михайловский, - Николаевское — кол. Николаевская, - Орбельяновское — кол. Орбельяновская, - Старо-Абуковское — с. Старо-Абуковское, - Султановское — пос. Султановский. |

## Руководство
- 1847 год (упоминание) — предводитель уездного дворянства — Пётр Александрович Романович, подполковник[7].
- 1856 год (упоминание) — предводитель уездного дворянства — Анисим Андреевич Люлин, надворный советник[7].